# المعاهدات المرقمة
المعاهدات المرقمة (أو معاهدات ما بعد الاتحاد) هي سلسلة من إحدى عشرة معاهدة تم توقيعها بين شعوب الأمم الأولى، وهي واحدة من ثلاث مجموعات من الشعوب الأصلية في كندا، والملوك في كندا (فيكتوريا وإدوارد السابع وجورج الخامس) خلال الفترة من 1871 إلى 1921. تم إبرام هذه الاتفاقيات للسماح لحكومة كندا بمتابعة الاستيطان واستخراج الموارد في المناطق المعنية، تشمل كامل مقاطعات ألبرتا ومانيتوبا وساسكاتشوان الحديثة، بالإضافة إلى أجزاء من مقاطعات كولومبيا البريطانية وأونتاريو والأقاليم الشمالية الغربية ونونافوت ويوكون. أدت هذه المعاهدات إلى توسيع نطاق سيادة كندا، ما أسفر عن تهجير السكان الأصليين من مساحات شاسعة من الأراضي مقابل وعود قُدمت لشعوب المنطقة الأصلية. كانت شروط هذه المعاهدات تعتمد على المفاوضات الفردية، ولذلك اختلفت بنود كل معاهدة عن الأخرى.
تم توقيع هذه المعاهدات على مرحلتين: الأولى شملت المعاهدات من الرقم 1 إلى 7 بين عامي 1871 و1877، والثانية شملت المعاهدات من الرقم 8 إلى 11 بين عامي 1899 و1921. في المرحلة الأولى، كانت هذه المعاهدات أساسية في تعزيز الاستيطان الأوروبي عبر مناطق البراري، بالإضافة إلى تطوير سكة حديد المحيط الهادئ الكندية. أما في المرحلة الثانية، فقد كان استخراج الموارد الدافع الرئيسي لمسؤولي الحكومة. خلال هذه الفترة، أصدرت كندا قانون الهنود (Indian Act)، ما أدى إلى توسيع سيطرتها على الأمم الأولى في مجالات التعليم والحكم والحقوق القانونية. كما قدمت الحكومة الفيدرالية مساعدات طارئة، لكنها اشترطت على السكان الأصليين الانتقال إلى المحميات الهندية.
اليوم، لا تزال هذه المعاهدات قائمة وتخضع لإدارة القانون الكندي الخاص بالشعوب الأصلية، تحت إشراف وزير علاقات التاج والسكان الأصليين. مع ذلك، غالبًا ما تتعرض هذه المعاهدات للانتقاد، وتُعد قضية محورية في النضال من أجل حقوق الأمم الأولى. وفر قانون الدستور لعام 1982 الحماية لحقوق الشعوب الأصلية والمعاهدات بموجب المادة 35، التي تنص على أن «الحقوق الأصلية وحقوق المعاهدات معترف بها ومؤكدة». مع ذلك، لم يتم تحديد معنى هذه العبارة بشكل كامل، ما أدى إلى اضطرار الأمم الأولى لإثبات حقوقها في المحاكم، كما كان الحال في قضية R v Sparrow.

## نظرة عامة
تمتد العلاقة بين التاج الكندي والشعوب الأصلية إلى أول اتصال بين المستعمرين الأوروبيين وشعوب أمريكا الشمالية الأصلية. على مدار قرون من التفاعل، تم إبرام معاهدات تحدد طبيعة العلاقة بين المملكة والشعوب الأصلية. وضع الإعلان الملكي لعام 1763 وقانون أمريكا الشمالية البريطانية لعام 1867 (المعروف الآن باسم قانون الدستور لعام 1867) الأسس التي استُخدمت لاحقًا لإنشاء المعاهدات المرقمة.
صدر الإعلان الملكي عام 1763، ويُعتبر حجر الأساس في عملية إبرام المعاهدات في كندا. أنشأ هذا الإعلان خطًا حدوديًا على طول جبال الأبلاش، ممتدًا من نوفا سكوشا إلى المنطقة الجنوبية من مقاطعة جورجيا، ومنع المستوطنين من التوسع خارج هذا الخط. كما وضع الإعلان بروتوكولات يجب على السلطات الحاكمة اتباعها عند شراء الأراضي من شعوب الأمم الأولى في أمريكا الشمالية، والتي أصبحت لاحقًا جزءًا من كندا. تمت صياغة الإعلان الملكي كنتيجة لإعلان بريطانيا سيادتها على أراضي الشعوب الأصلية. لكن هذا الادعاء واجه مقاومة، إذ اندلعت انتفاضات بقيادة بونتياك، إلى جانب اتحاد الشعوب الثلاثة النارية (Three Fires Confederacy) ومجموعات أخرى من الأمم الأولى، ما أدى إلى فترة من العنف بين الطرفين. حاولت بريطانيا فرض سيطرتها، بينما سعت الشعوب الأصلية إلى طرد القوات البريطانية من أراضيها. نتيجة لهذه الانتفاضات، كان الهدف من الإعلان الملكي منع نشوب نزاعات مستقبلية. أحد البنود الرئيسية لهذا الإعلان كان أن التاج البريطاني هو الجهة الوحيدة المخولة لشراء الأراضي من الشعوب الأصلية. كما نص على ضرورة إبلاغ الشعوب الأصلية وحضورها التجمعات العامة المتعلقة ببيع الأراضي.
عند صدور قانون أمريكا الشمالية البريطانية عام 1867، تم تقسيم السلطة بين حكومة الدومينيون (كندا) والمقاطعات، إذ فُصلت شعوب الأمم الأولى عن المستوطنين. احتفظت الحكومة الفيدرالية بالمسؤولية عن الرعاية الصحية والتعليم وحقوق الملكية وسن القوانين التي تؤثر على الشعوب الأصلية، كما أصبحت حكومة كندا السلطة الحاكمة بدلًا من التاج البريطاني، وسيطرت على عمليات نقل الأراضي من الشعوب الأصلية في القرن التاسع عشر.
كان لكل من الإعلان الملكي لعام 1763 وقانون أمريكا الشمالية البريطانية لعام 1867 تأثير كبير على أساليب التفاوض بين الحكومة وشعوب الأمم الأولى. مهد هذان التشريعان الطريق للمفاوضات المستقبلية، بما في ذلك المعاهدات المرقمة، التي بدأت في عام 1871 مع المعاهدة رقم 1.

## التأثيرات والانتهاكات
شعرت العديد من مجموعات الأمم الأولى أن المعاهدات المرقمة التي وقّعتها حكومة الدومينيون مع زعماء الأمم الأولى بين عامي 1877 و1921 كانت مستعجلة وغير منظمة، ما أدى إلى تقييد أسلوب حياة السكان الأصليين ونتائج سيئة بسبب الوعود غير المنفذة. بسبب هذه المعاهدات، كانت كندا تُعتبر قوة استعمارية قمعية في ذلك الوقت، لا سيما لأن الحكومة كانت أكثر اهتمامًا بفرض التغيير على مجموعات الأمم الأولى المختلفة بدلًا من التفاوض والتعاون معهم. من أبرز آثار المعاهدات المرقمة على مجموعات الأمم الأولى كان توفير تمويل محدود للتعليم والإمدادات (مثل خيوط شباك الصيد) بالإضافة إلى تخصيص الحد الأدنى من الأراضي كمحميات للأمم الأولى. عند توقيع المعاهدات، حصلت كندا على السيطرة على معظم جوانب المجتمع، وخاصة في مجالات التعليم واستخراج الموارد واستخدام الأراضي وتنفيذ القوانين المتعلقة بمختلف القضايا الاجتماعية (مثل سياسات الكحول).
انتهكت حكومة الدومينيون أيضًا العديد من شروط المعاهدات؛ فمن خلال إعادة هيكلة التعليم وإلزامه عبر إنشاء المدارس السكنية، خالفت الحكومة الاتفاقيات المتعلقة بالتعليم. كما تم تخصيص أراضٍ احتياطية أقل مما كان ينبغي وفقًا للمعاهدة، ما أدى إلى العديد من مطالبات الأراضي من قبل السكان الأصليين بناءً على حقوق المعاهدات. إضافة إلى ذلك، شعرت مجموعات الأمم الأولى أن الاتفاقيات التي تضمنتها المعاهدات المرقمة قد تم خرقها عندما أُلغيت أشكال الحكم التقليدية الخاصة بهم وأصبحوا «أوصياء للدولة»، وعندما بدأ الوكلاء الهنود في التحكم ببيع بذورهم وماشيتهم. كما فُرضت قيود وسياسات إضافية أثّرت على أسلوب حياة الأمم الأولى إلى حدٍّ تجاوز الشروط الأصلية التي وردت في المعاهدات المرقمة.
في ستينات القرن العشرين، اعتبر حركة الهنود الأمريكيين أن هذه المعاهدات غير صالحة للأسباب التالية:
- فُرضت بالقوة، وبالتالي لم تكن اتفاقيات بين شركاء متساوين.
- خُرقت عدة مرات عبر التاريخ من قبل الحكومة، ولا سيما من خلال نظام المدارس السكنية واستخراج الموارد.[12]
- لم يتم إبرامها بموافقة الزعماء الوراثيين الشرعيين، وخصوصًا دون إشراك النساء، اللواتي كنّ يتمتعن عادةً بالسلطة النهائية.

نتيجةً للدور الفاعل الذي لعبه القادة الأصليون في مفاوضات المعاهدات والسعي المستمر إلى مراجعة بنودها، مثل زعيمي بلينز كري بيتكواهانابيويين (المعروف باسم صانع السلام) وميستاهيمسكوا (الدب الكبير)، لجأ المسؤولون الملكيون الذين كانوا يسعون إلى فرض المعاهدات المرقمة إلى استغلال الظروف البيئية مثل الأوبئة وأزمات الجوع، كما استخدموا أساليب غير نزيهة مثل الاعتقال والسجن للزعماء من أجل إحكام سيطرتهم وإجبار الأمم الأولى التي واصلت الاحتجاج على الوعود المكسورة، والاعتداءات على استقلالهم وسرقة أراضيهم وهو ما يتجلى في تلاعب المملكة بشروط ولغة المعاهدات المتفق عليها.